# Església de Santa Eulàlia de Maó
L'Església de Santa Eulàlia de Maó fou construïda entre 1879 i 1881. És un edifici de gran qualitat de llum; té una decoració de mosaics, però la resta és més senzilla. Aquesta església es va construir a partir de la urbanització del segle xix, i per poder dur a terme el projecte, s'aconseguiren doblers de Cuba i de Maó.